# Body Talk
Body Talk är det sjunde studioalbumet av den svenska artisten Robyn. Det släpptes den 22 november 2010 både i Skandinavien och i USA. Det är den tredje och avslutande delen i albumserien Body Talk. Albumet innehåller fem helt nya låtar och fem låtar från Body Talk Pt. 1 och ytterligare fem ifrån Body Talk Pt. 2. De nya låtarna är även samlade på en EP - Body Talk Pt. 3.

## Låtlista

### Body Talk
| Nr  | Titel                                       | Längd |
| --- | ------------------------------------------- | ----- |
| 1.  | Fembot                                      | 3:35  |
| 2.  | Don't Fucking Tell Me What To Do            | 4:11  |
| 3.  | Dancing on My Own                           | 4:49  |
| 4.  | Indestructible                              | 3:41  |
| 5.  | Time Machine                                | 3:33  |
| 6.  | Love Kills                                  | 4:32  |
| 7.  | Hang with Me                                | 4:21  |
| 8.  | Call Your Girlfriend                        | 3:47  |
| 9.  | None of Dem (featuring Röyksopp)            | 5:13  |
| 10. | We Dance to the Beat                        | 4:39  |
| 11. | U Should Know Better (featuring Snoop Dogg) | 4:01  |
| 12. | Dancehall Queen                             | 3:39  |
| 13. | Get Myself Together                         | 3:41  |
| 14. | In My Eyes                                  | 4:08  |
| 15. | Stars 4-Ever                                | 4:00  |

### Body Talk Pt. 3
| Nr | Titel                | Längd |
| -- | -------------------- | ----- |
| 1. | Indestructible       | 3:41  |
| 2. | Time Machine         | 3:33  |
| 3. | Call Your Girlfriend | 3:47  |
| 4. | Get Myself Together  | 3:41  |
| 5. | Stars 4-Ever         | 4:00  |